# Son Myung-soon
Son Myung-soon (în coreeană 손명순; Hanja: 孫命順; n. 29 ianuarie 1929, Gimhae⁠(d), Imperiul Japonez – d. 7 martie 2024, Seul, Coreea de Sud), transliterat și ca Sohn Myung Soon, a fost Prima Doamnă a Coreei de Sud din 1993 până în 1998.

## Biografie
Son s-a născut la 29 ianuarie 1929 în Shinryū-yū, Kinkai-gun, Keishōnan-dō, Coreea, Imperiul Japoniei (acum Gimhae, provincia Gyeongsang de Sud, Coreea de Sud) pentru Sang-ho și Geunyi Kim. Ea a avut două surori care au murit devreme și mama ei natală a murit în 1935. Tatăl ei s-a recăsătorit mai târziu cu Gam Deok-soon și a mai avut doi fii și încă șase fiice. Tatăl ei Sang-ho conducea cea mai mare fabrică de cauciuc din Reisan și era numit „Masan chaebol”.
Son a absolvit școala elementară Jin Young Daechang din Gimhae-si, Gyeongsangnam-do și liceul de fete Masan din Changwon. Mai târziu a urmat cursurile Ewha Womans University, unde a urmat cursuri de farmacie și s-a căsătorit cu Kim Young-sam în 1951. În timpul celui de-al treilea an la Ewha, a fost stabilită o nouă regulă, care interzicea căsătoria studenților înscriși. Cu toate acestea, cu ajutorul altora, chiar și după ce a născut primul ei copil, și-a ținut secretul căsătoriei până la absolvire și și-a putut termina studiile.
La 18 decembrie 1992, Kim Young-sam a fost ales președinte al Coreei de Sud. Și când a preluat funcția de președinte la 24 Februarie 1993, Son Myung-soon a început să lucreze ca Primă Doamnă a Coreei de Sud. În calitate de Primă Doamnă, ea a ajutat la construirea unui restaurant sau lounge la Casa Albastră pentru însoțitori, șoferi și angajate. Son a fost lăudată pentru că a fost o ajutoare liniștită și pentru că a subliniat rolul tradițional al femeii.

## Viața personală și moartea
Son și Kim Young-sam au avut cinci copii: trei fiice (Kim Hye-young, Kim Hye-jeong, Kim Hye-suk) și doi fii (Kim Hyun-cheol, Euncheol Kim). Kim Hyun-cheol este în prezent director executiv al Centrului Democrat Kim Young-sam.
Son Myung-soon a murit pe data de 7 martie 2024, la vârsta de 95 de ani, din cauza virusului COVID-19.